# 賴特峰 (卡爾文德爾山脈)

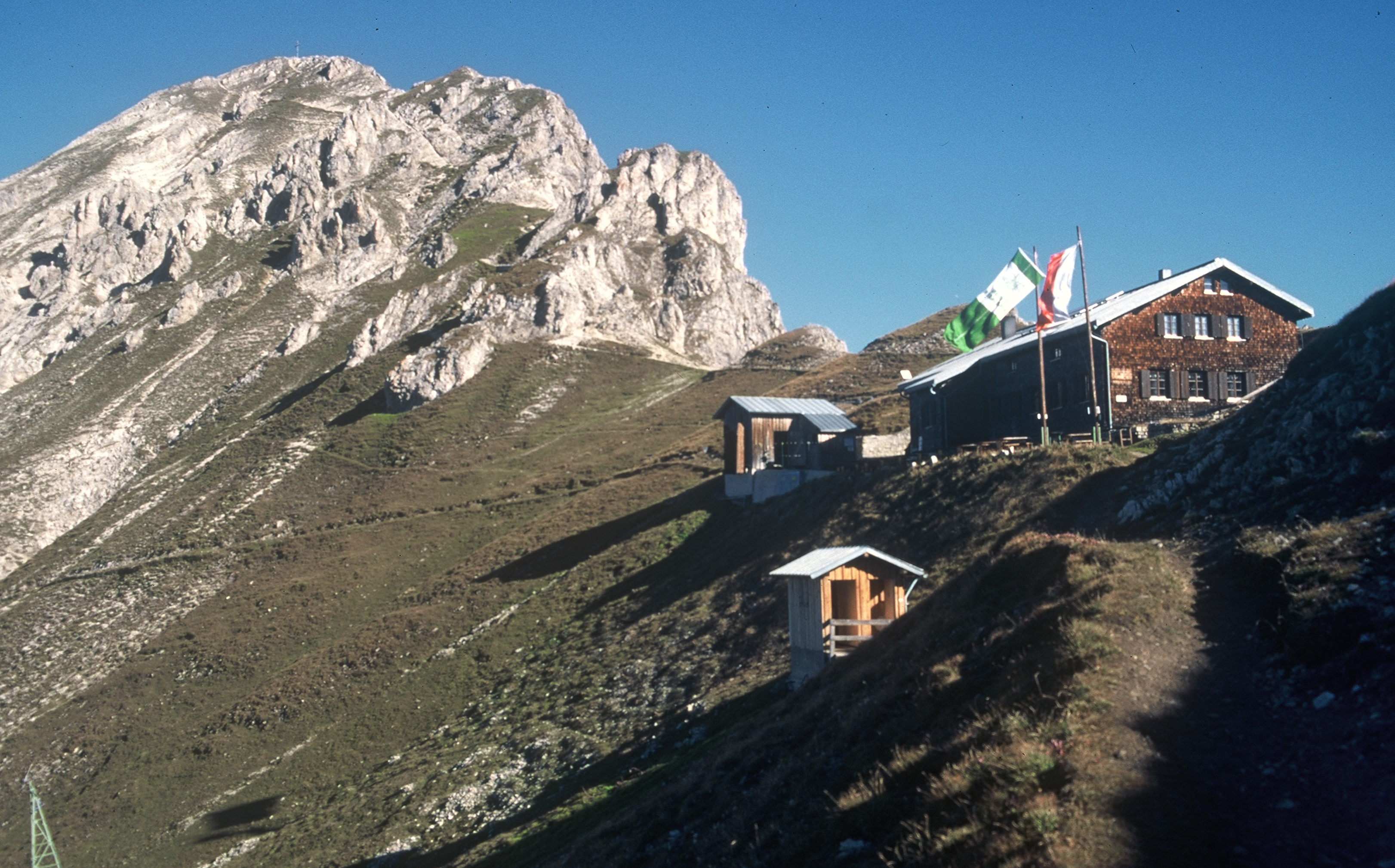

47°19′23″N 11°14′10″E / 47.322972°N 11.236125°E
賴特峰（德語：Reither Spitze），是奧地利的山峰，位於該國西部，由蒂羅爾州負責管轄，屬於卡爾文德爾山脈的一部分，海拔高度2,374米，每年平均降雨量1,666毫米。